# Lesnaja
Lesnaja (ros. Лесна́я) – szósta stacja linii Kirowsko-Wyborskiej, znajdującego się w Petersburgu systemu metra.

## Charakterystyka
Stacja Lesnaja została uruchomiona 22 kwietnia 1975 roku i jest to stacja o typie głębokim kolumnowym. Autorami projektu architektonicznego stacji są: A. I. Pribulski (А. И. Прибульский), W. W. Gankiewicz (В. В. Ганкевич), A. S. Gieckin (А. С. Гецкин), W. P. Szuwałowa (В. П. Шувалова), N. I. Zgod´ko (Н. И. Згодько). Nazwa pochodzi od pobliskiej arterii komunikacyjnej, prospektu Lesnoj (Лесной проспект). Budowa stacji i drążenie tuneli napotkało na pewne problemy, gdyż natrafiono na jeden z dawnych kanałów wypełniony kurzawką. Nie dysponując zaawansowanymi środkami technologicznymi i chcąc zakończyć prace budowlane w terminie, zdecydowano się zmrozić grunt na tym terenie i w ten sposób budowa mogła być kontynuowana. Problem powrócił w 1995 roku, gdy zauważono, że tunele między stacjami Lesną i Płoszczadzią Mużestwa zaczynają być zalewane przez mieszaninę piasku i wody, wkrótce dziennie przelewało się tam nawet 300 kilogramów kurzawki. Władze zostały zmuszone do wprowadzenia ograniczeń w ruchu pociągów, w tym m.in. do zawieszenia ich kursowania w czasie sobót i niedziel. Problem okazał się poważny i prowizoryczne rozwiązania nie zdały egzaminu, wkrótce postanowiono o konieczności wydrążenia nowych tuneli. Prace te potrwać miały przeszło 9 lat i zostały one ostatecznie zakończone 26 czerwca 2004 roku. Wystrój stacji, zgodnie z jej nazwą, związany jest z przyrodą. Na jednej ze ścian umieszczone zostało podświetlone słońce z promieniami, które symbolizować ma życie. Kolumny wykonane są z białego marmuru, a posadzki wyłożone płytami szarego granitu. Sklepienie barwy białej o formie półkolistej. Ściany są białe, wyłożone zieloną ceramiką.
Lesnaja położona jest na głębokości 64 metrów. W czasie prac naprawczych i przebudowy w latach 1995-2004 połączenie z Płoszczadzią Mużestwa było zamknięte, a między stacjami uruchomiona została autobusowa komunikacja zastępcza. 26 czerwca 2004 roku ponownego otwarcia tego odcinka dokonał, wizytujący miasto, rosyjski prezydent Władimir Putin. Ruch pociągów na stacji odbywa się od godziny 5:42 do godziny 0:33 i w tym czasie jest ona otwarta dla pasażerów.